# هانا دیویس (بازیکن هاکی)
هانا دیویس (انگلیسی: Hannah Davis؛ زادهٔ ۱۱ اوت ۱۹۸۵) قایقران کایاک زن اهل استرالیا است.
وی در مسابقات کشوری و بین‌المللی در مجموع برندهٔ ۲ مدال برنز شده‌است.